# Bambu-listrado
O bambu-listrado (Bambusa vulgaris var. striata)   é uma variedade de bambu cultivada na China e no Japão.